# Ла-Романа (Аліканте)
Ла-Романа (валенс. La Romana, ісп. La Romana) — муніципалітет в Іспанії, у складі автономної спільноти Валенсія, у провінції Аліканте. Населення — 2605 осіб (2022).

## Географія
Муніципалітет розташований на відстані близько 330 км на південний схід від Мадрида, 36 км на захід від Аліканте.

## Демографія
Динаміка населення (INE ):

## Галерея зображень

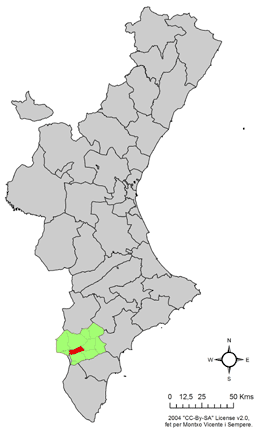
Розташування муніципалітету Ла-Романа у автономній спільноті Валенсія
Розташування муніципалітету Ла-Романа у комарці Медіо-Віналопо